# Allocasuarina luehmannii

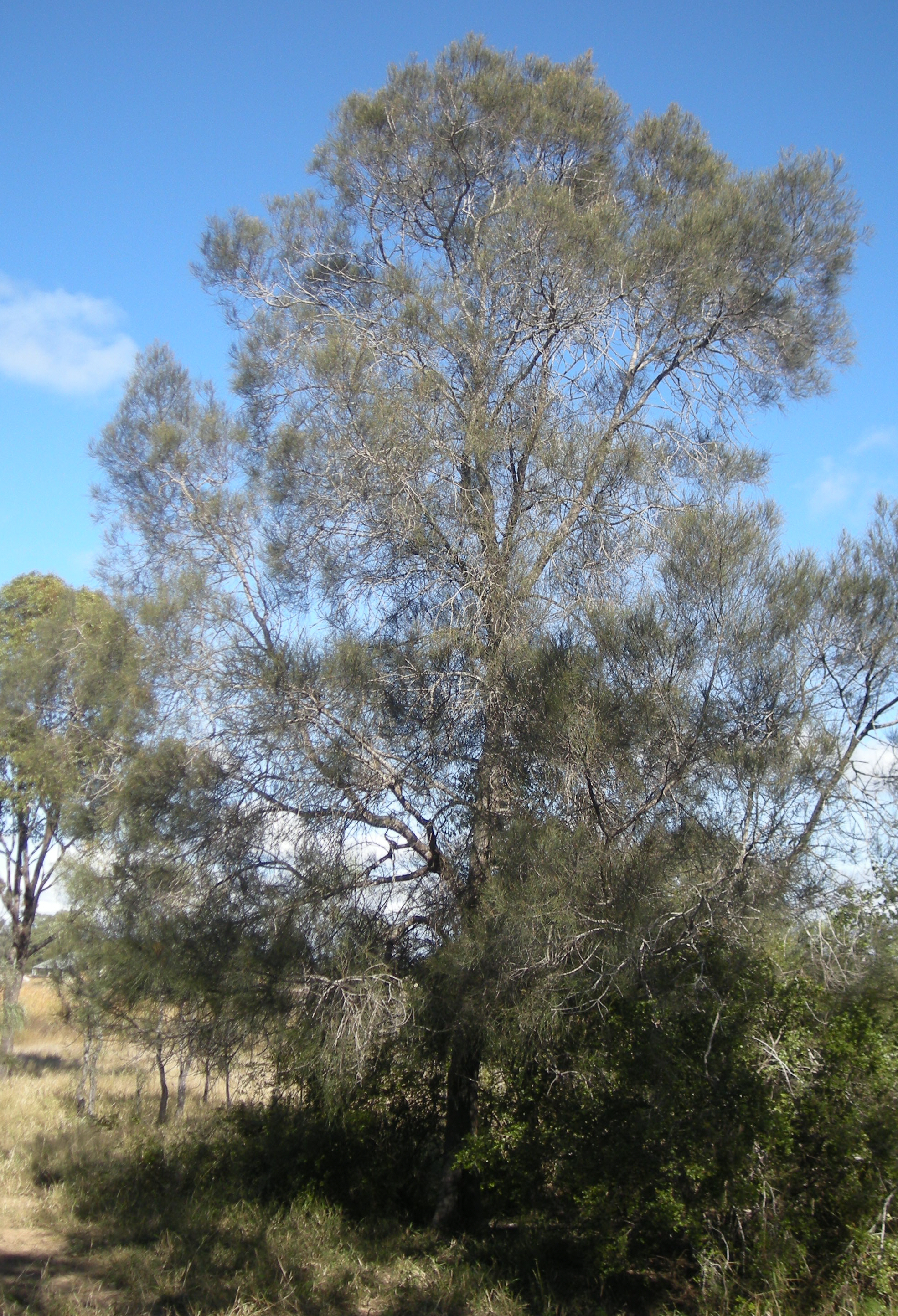
Árbol de roble toro, costa central de Queensland.

Allocasuarina luehmannii, roble toro ("buloke" o "bull-oak") es una especie de casuarina nativa de Australia. Los lugares donde habita se encuentran amenazados por la práctica de pastoreo en la región de Wimmera en el oeste de Victoria, donde es esencial para la supervivencia de la subespecie suroriental de la cacatúa negra de cola roja para su alimentación y anidación.
El Condado de Buloke en Victoria se llama así debido a la especie.

## Descripción
Es un árbol dioico que alcanza un tamaño de 5-15 m de altura. Las hojas a veces cerosos, de diámetro ligeramente mayor cerca de su ápice que hacia su base, son de 8-22 mm de largo, con 10 a 14 dientes. Según la escala de dureza de Janka ocupa el lugar más alto, siendo por ello la madera más dura con 5060 unidades Janka. (El método no es absoluto, sino aproximado).
Conos en el pedúnculo de 0-5 mm de largo; bractéolas agudas a obtusas, con una protuberancia obtusa mucho más corta que el cuerpo bracteolado y divergente cerca de la base.

## Distribución
Se encuentra dispersado en los bosques en suelos no calcáreos en Victoria y Nueva Gales del Sur.

## Taxonomía
Allocasuarina luehmannii fue descrita por (Aiton) L.A.S.Johnson y publicado en Journal of the Adelaide Botanic Gardens 6(1): 76. 1982.
Sinonimia
- Casuarina luehmannii R.T.Baker	 F.Muell.[5]